# 作品
作品，亦稱創作、創意成品、著作，是具有创作性，并且可以通过某种形式复制的成品。著作權法保障了這些創造性活動的表現形式。作品的创作者就是作者。

## 作品的范围
作品的形式有很多种，不同的作品形式，其著作权法的要求也不尽相同。

### 语言作品

#### 文字作品

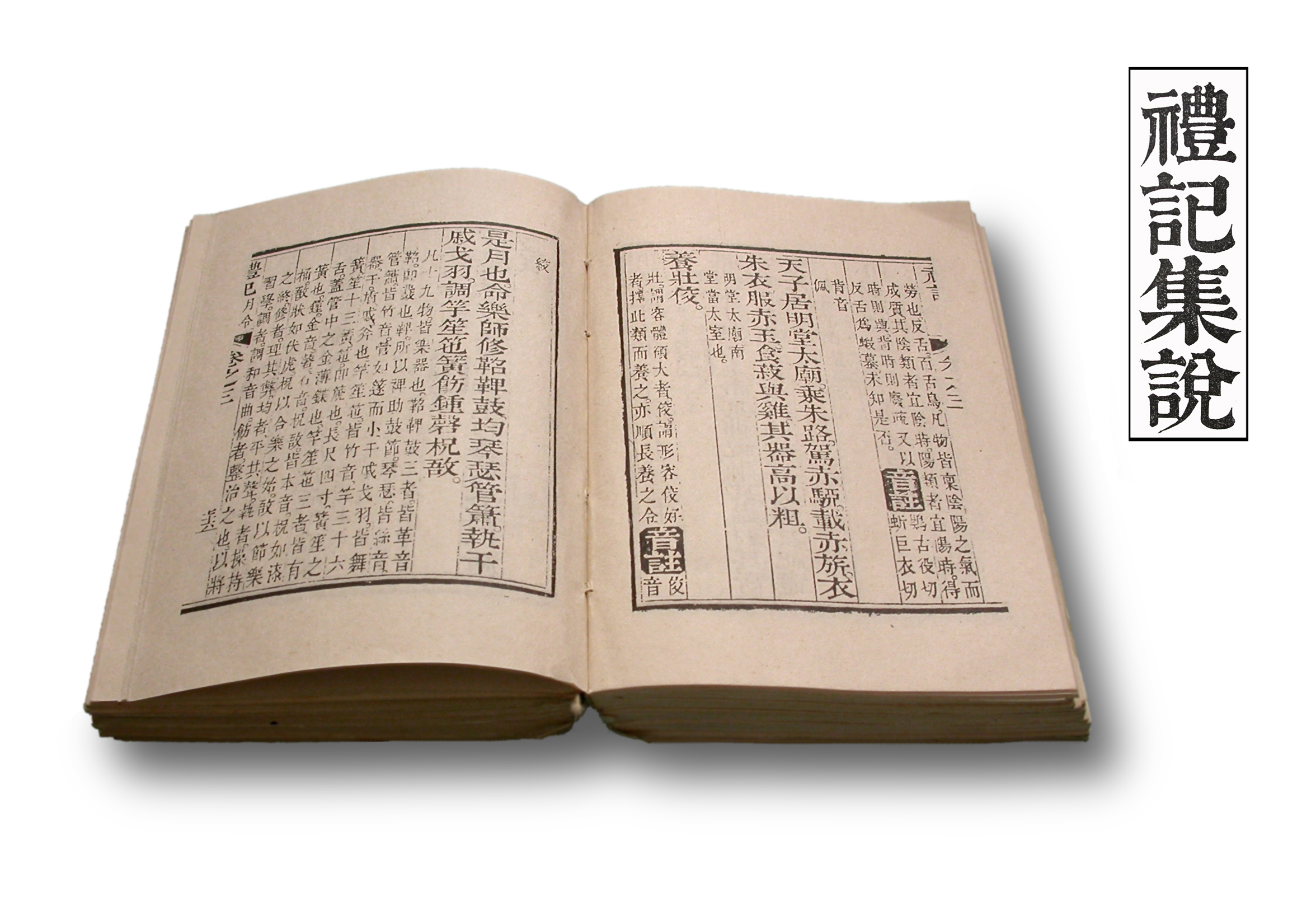
《礼记集说》是一个文字作品，目前已经处于公有领域

文字作品是通过文字、符号的组合来表达某种思想、感情的作品，包括了各种图书、教科书、小说、剧本、诗歌、散文、论文、讲演稿、书面报告等等。
文字作品和表现形式无关，因此手写稿、打字稿等都属于文字作品。但是并不是所有以文字形式表达的作品都是文字作品，例如书法作品，虽然形式上也是文字，但是它属于美术作品；乐谱虽然形式上属于符号，但是它属于音乐作品。

#### 口述作品
口述作品是通过口头形式陈述的作品，包括了通过广播电视进行传播的讲演、授课等口述作品。比较典型的口述作品有口技。
口述作品和文字作品都属于语言作品，在很多场合，二者很难区分。例如讲课如果有课程提纲，那么它既是口述作品，也是文字作品；如果是即兴的演讲或讲课，那么只是口述作品；而如果演讲或讲课有讲稿，基本上只是照本宣科，那么著作权保护的只有作为文字作品的讲稿部分。
但是并不是用口头形式表达出来的内容都是法律意义上的口述作品，平常说话、交谈并不算做是口述作品。此外，用口头形式对他人的作品进行表演，也不算做是自己的口述作品，例如朗诵他人的诗歌，只是一种表演，只享有著作权中的邻接权。

### 具有表演性质的作品

#### 音乐作品
音乐作品是通过音乐的形式表现的作品。歌曲、歌剧等配有歌词的音乐作品，同时属于文字作品，但是由于是通过独创的声音组合来表达，一般习惯上只视为音乐作品。交响乐、管弦乐则是不配词的音乐作品。乐曲和歌词可以分开使用的，为结合作品，歌词单独使用的时候属于文字作品；乐曲和歌词不能分开使用的，是共同作品。
值得注意的是，乐曲和歌词的演唱者与演奏者的表演并不是音乐作品，他们只是再现和传播词曲创作者的音乐作品。

#### 戏剧作品
戏剧作品是话剧、歌剧、戏曲等通过舞台演出的作品。
关于戏剧作品的定义存在一些分歧。以《伯尔尼公约》为代表的观点认为戏剧作品指的是剧本，因为一台戏除了剧本作者外，还有音乐作品、美术作品等的作者享有著作权，表演者还享有表演权。很多国家的著作权法都把戏剧作品列在文字作品中的，也就是认为戏剧作品就是剧本。而另外一种观点则认为戏剧作品是指整台戏。

#### 曲艺作品
曲艺作品是指相声、评书等以说唱为主要形式表演的作品。这一类作品有些有文字作品，有些只是口述作品。

#### 舞蹈作品
舞蹈作品是指通过连续的动作、姿势、表情来表现的作品，它实质上指的是舞蹈的动作设计，也就是舞谱。舞蹈家的表演并不是舞蹈作品，与舞蹈有关的服装设计，也不属于舞蹈作品。

#### 杂技艺术作品
杂技艺术作品是指杂技表演的动作编排，而不是动作技巧。因此模仿杂技动作技巧，并不会侵犯杂技的著作权。

### 美术作品

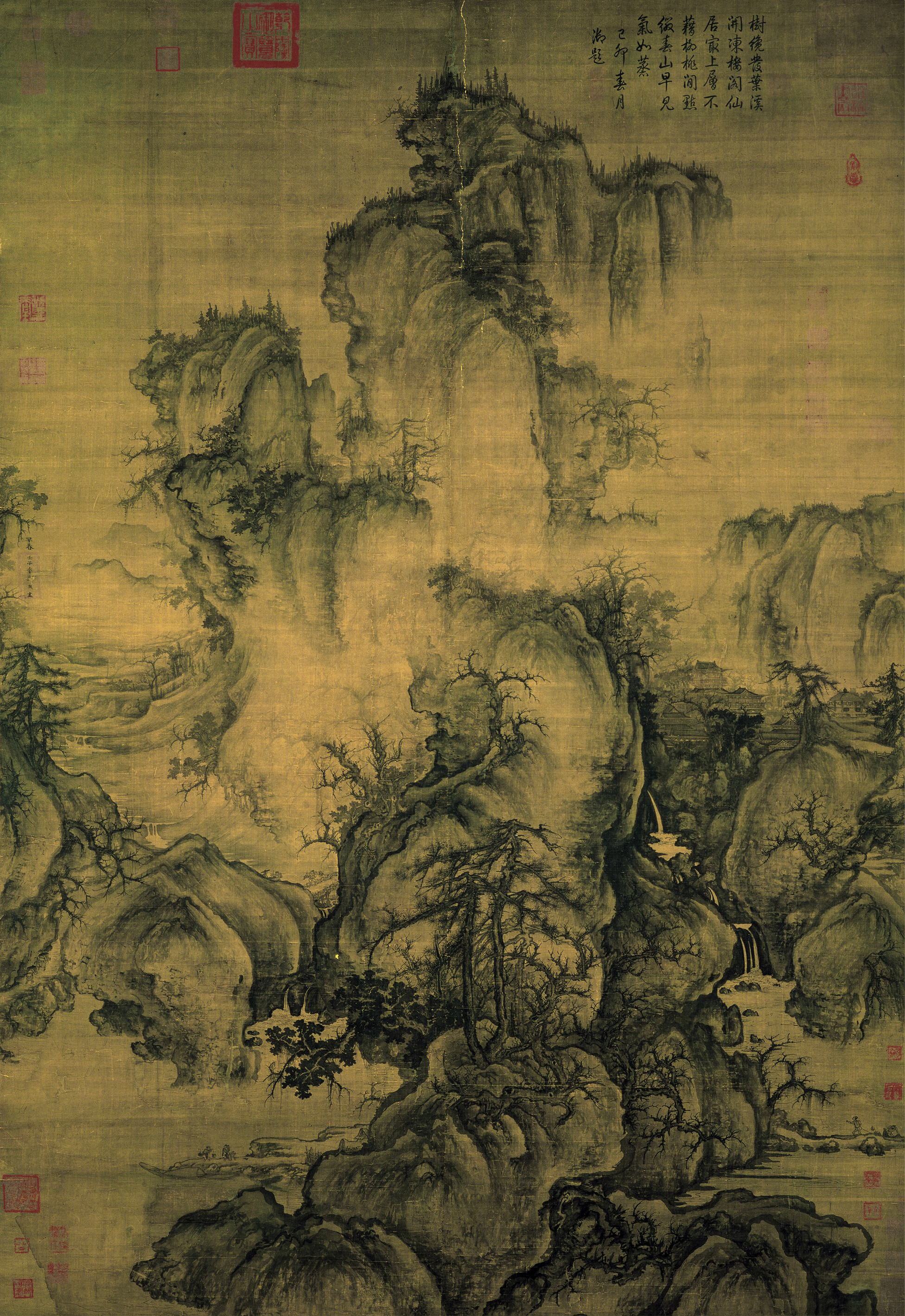
北宋画家郭熙的作品《早春图》

美术作品包括了绘画、雕塑、书法等，通过线条、色彩或者其他方式表现审美意义的平面或立体的造型艺术。
著作权法上的绘画作品与画种和所用载体的材料属性无关，无论是国画、油画、版画，还是画在纸上，绘在墙上，只要符合作品的法律特征，就受到著作权法保护。
在中国，由于书法在文化中的特殊性，一直受到著作权法的保护。著作权法上的书法作品和字体、用笔和材料无关。
著作权法上的雕塑作品，与其创作手段和使用材料，以及尺寸大小无关。根据作品原型进行放大缩小被视为复制行为，因为缺少独创性，而不能受到著作权的保护。

### 建筑作品
建筑作品是指以建筑物或者构造物的形式表现出来的作品。著作权法保护的建筑作品，仅仅是建筑的外观、装饰和设计具有独创性，一般的大众性建筑物不是著作权法意义上作品。

### 摄影作品
摄影作品是通过摄影手段创作的艺术作品。它和被摄影的对象、摄影的目的以及摄影的手段无关。
著作权法上的摄影作品，是指摄影的原件，一般就是底片或者一次成像的正片。缩微胶片、翻拍等只是复制品。

### 电影作品
电影作品是指通过一系列画面构成的，并通过某种装置或者其他方式传播的作品，它和戏剧作品不同的是，电影作品不是指电影剧本，而是拍摄的影片。电视剧、录像等也具有同样的属性。

### 图形作品与模型作品
图形作品包括了工程设计图、产品设计图、地图、示意图等。

### 计算机软件
计算机软件作品包括了计算机程序及其相关文档。